# Robert (évêque de Cornouaille)
Pour les articles homonymes, voir Robert.
Robert, né au plus tard en 1083 et mort en 1130, parfois appelé Robert de Locuuan, est évêque de Cornouaille (ou de Quimper) de 1113 à 1130.
Ancien moine et ermite, son accession au siège épiscopal de Quimper marque une rupture avec la dynastie des évêques de père en fils, issue de la Maison de Cornouaille, qui le précède. Cette rupture est toutefois tempérée par les liens qu'il a avec eux.
Tout en favorisant l'abbaye Sainte-Croix de Quimperlé, il introduit en Cornouaille la réforme monastique en faisant appel à des abbayes étrangères à son diocèse : Marmoutier, Saint-Sauveur de Redon et  Saint-Sulpice-la-Forêt.

## Biographie

### L'ermite, le moine et l'hagiographe
En 1113, à la mort de l'évêque Benoît, fils de l'évêque Orscand et issu du lignage de Cornouaille, Robert devient évêque à Quimper. C'est une rupture avec la succession des évêques de père en fils.
Robert est auparavant ermite, avec un compagnon nommé Chrétien, dans un lieu nommé Locuuan, d'après le cartulaire de Quimper. Ce toponyme a été identifié, sans certitude, à Locronan et à Pluguffan et avancer une localisation certaine paraît hasardeux pour Joëlle Quaghebeur. Selon André-Yves Bourgès, ce toponyme renvoie à Loconan, dans la commune actuelle de Trébrivan,.

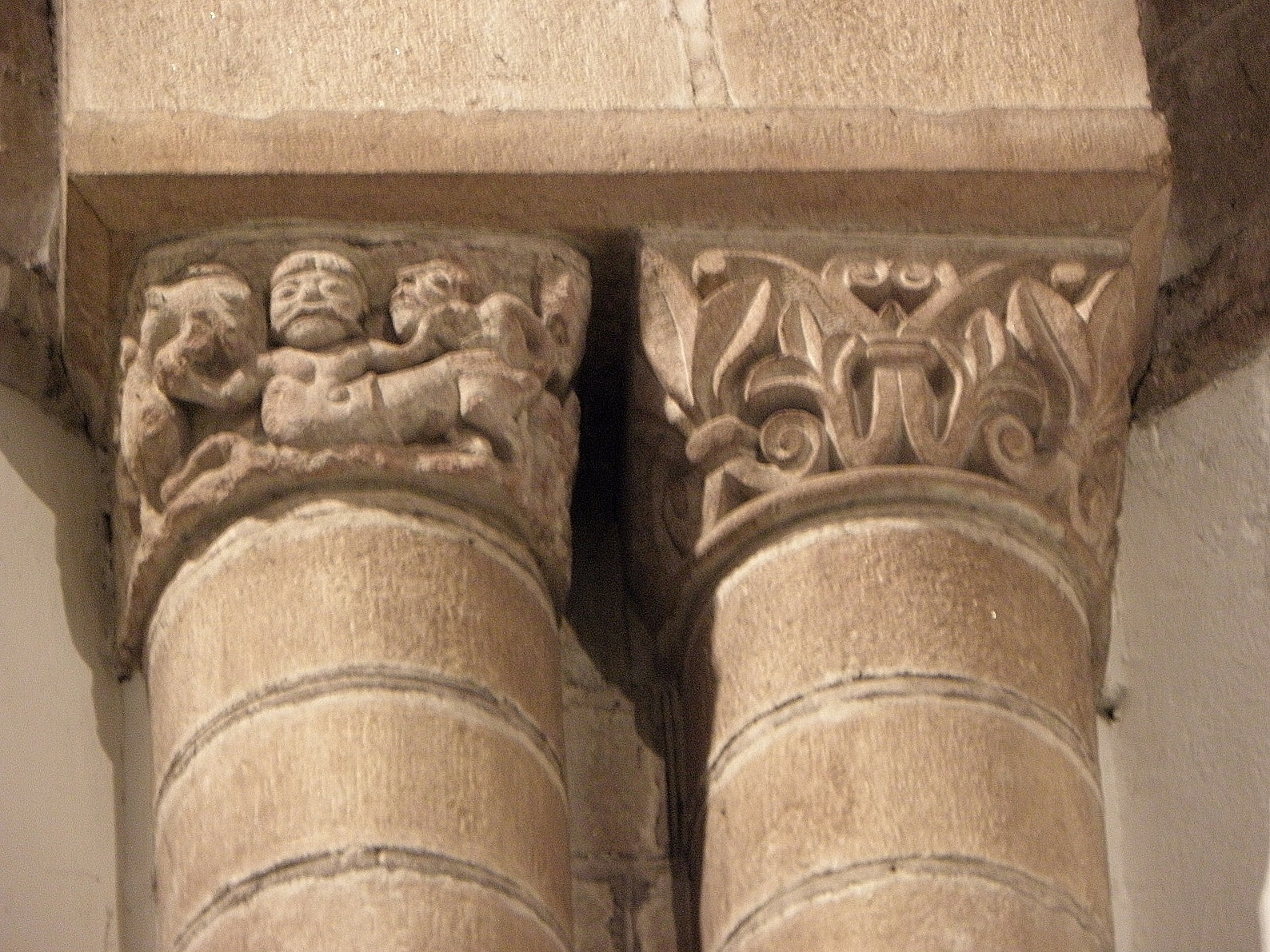
Chapiteaux de l'abbatiale Sainte-Croix de Quimperlé

En 1107/1112, Robert et son compagnon Chrétien font partie des quarante-trois hommes qui sont les témoins d'une réconciliation entre Donguallon et l'abbaye Sainte-Croix de Quimperlé. D'après différents actes de cette abbaye, il semblerait que Robert ait été un de ses moines, avant d'être ermite. Ainsi, l'arrivée sur le siège épiscopal de Cornouaille d'un moine bénédictin de Sainte-Croix de Quimperlé alors que les précédents évêques moines viennent de l'abbaye de  Landévennec, contrôlée par les évêques-comtes de Cornouaille, est un indice des progrès de la réforme grégorienne en Bretagne. Robert a peut-être été chanoine de Quimper.
Robert semble être issu des lignages d'Alfred de Poher ou de Huelin d'Hennebont. Si cette hypothèse est vraie, le lignage d'Alfred remplace en fait le lignage épiscopal. Or ce lignage d'Alfred est une famille importante de fidèles seconds des comtes-évêques. Il faut donc relativiser le bouleversement que peut être l'accession de Robert à l'épiscopat.
Robert est peut-être l'auteur de l'hagiographie de saint Ronan, d'un sermon sur les miracles de saint Corentin d'un résumé des premiers actes du chapitre cathédral de Quimper, appelé la pancarte de Quimper et d'un résumé des premiers actes de l'abbaye Sainte-Croix de Quimperlé.

### L'évêque de Quimper, Quimperlé et Redon
Robert utilise la même titulature que ses prédécesseurs, episcopus Corisopitensis, dont l'acception a donné lieu à débat et qui ne signifie ni évêque de Cornouaille ni évêque de Quimper,. Cette titulature provient vraisemblablement d'une reprise volontaire d'une mauvaise graphie de civitas Coriosolitum, cité des Coriosolites, qui permet de conférer à Quimper, faussement, une origine antique. On peut retenir que l'évêque de Quimper utilise alors une dénomination ethnique, comme à Nantes ou à Vannes. Au début de son épiscopat, Robert cherche à redéfinir les droits respectifs des menses épiscopales et capitulaires et à récupérer certains biens qui lui reviennent de droit.
Un acte du cartulaire de Quimperlé raconte comment Robert restaure et rend au culte une église, confiant la charge du culte aux moines, sans doute par manque de prêtres séculiers et par volonté de s'appuyer sur des hommes capables. Un autre acte, daté de 1126, le montre approuvant des dons au monastère de terres et de dîmes par un laïc. Dans les deux cas, Robert favorise l'abbaye bénédictine Sainte-Croix de Quimperlé.
Dans les années 1115-1118/1119, le conflit entre l'abbaye Saint-Sauveur de Redon et l'abbaye Sainte-Croix de Quimperlé sur la possession de Belle-Île, est réglé au détriment de Saint-Sauveur de Redon, qui doit renoncer à ses prétentions. Cette affaire se conclut sous l'épiscopat de Robert. Pourtant un acte de 1128 du cartulaire de Redon montre que l'évêque de Cornouaille semble entretenir de bonnes relations avec cette abbaye. Il approuve alors la création d'un prieuré de Saint-Sauveur de Redon dans la cité de Quimper.

### Ouverture de la Cornouaille

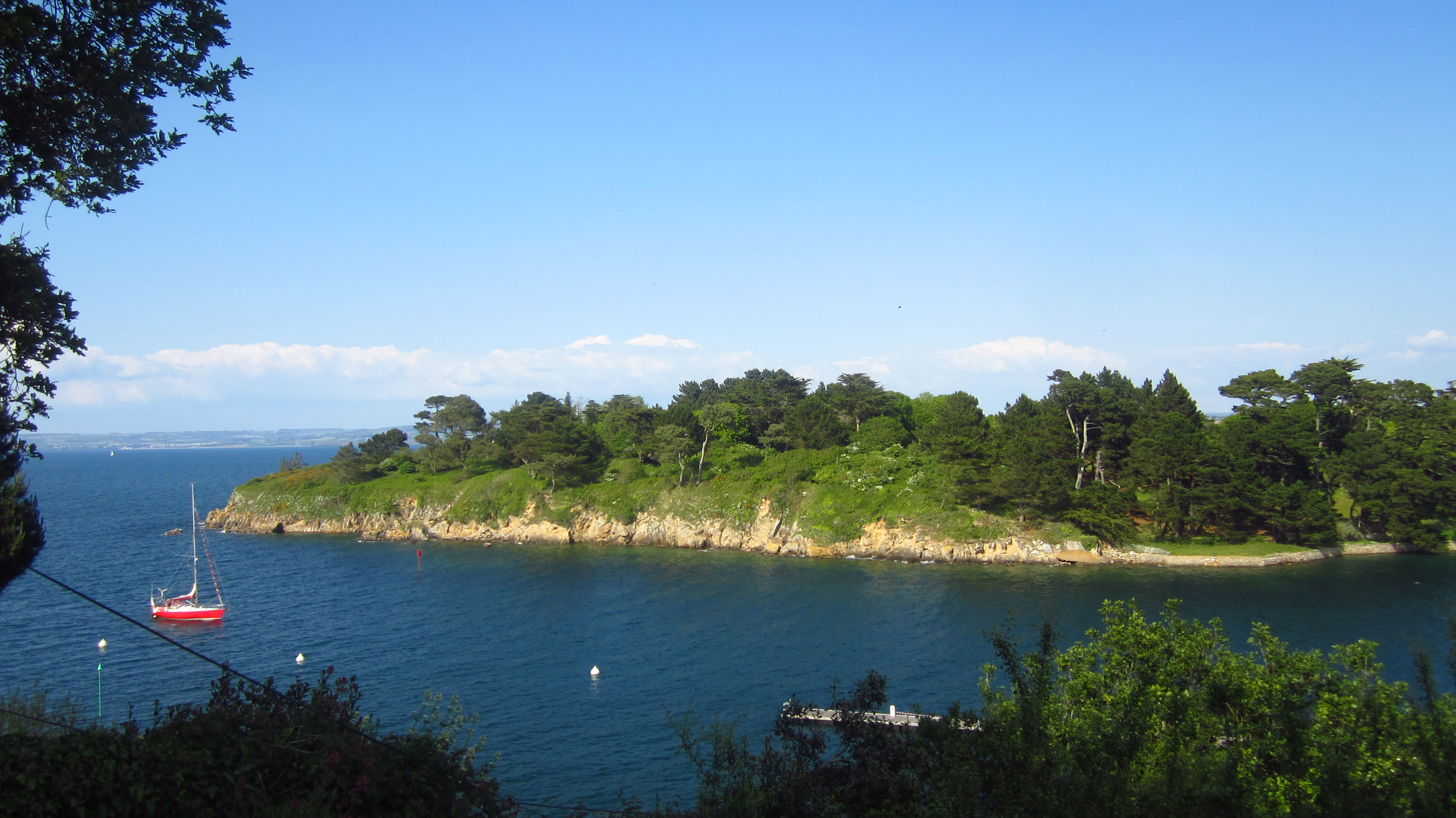
L'île Tristan

En 1118, Robert donne à l'abbaye de Marmoutier l'île de Saint-Tutuarn, appelée actuellement île Tristan, dans la baie de Douarnenez. Il est possible que cette île que Robert donne à Marmoutier lui appartienne en propre, en tant que seigneur laïque. C'est peut-être un bien patrimonial de son lignage, mais il faut relever que le chapitre cathédral participe à ce don et y consent.
L'abbaye tourangelle de Marmoutier est alors très prestigieuse et organise la réforme de grandes abbayes ligériennes. Elle s'installe en Bretagne, surtout en Haute-Bretagne, en créant des prieurés à l'instigation des seigneurs. C'est ce qui se passe en Cornouaille, où Robert lui offre l'île de Saint-Tutuarn pour y construire un prieuré. Marmoutier est à ce moment dirigée par un abbé breton, Guillaume de Dol-Combourg, qui peut avoir des liens avec la Cornouaille. Cette donation a des résonances spirituelles profondes.

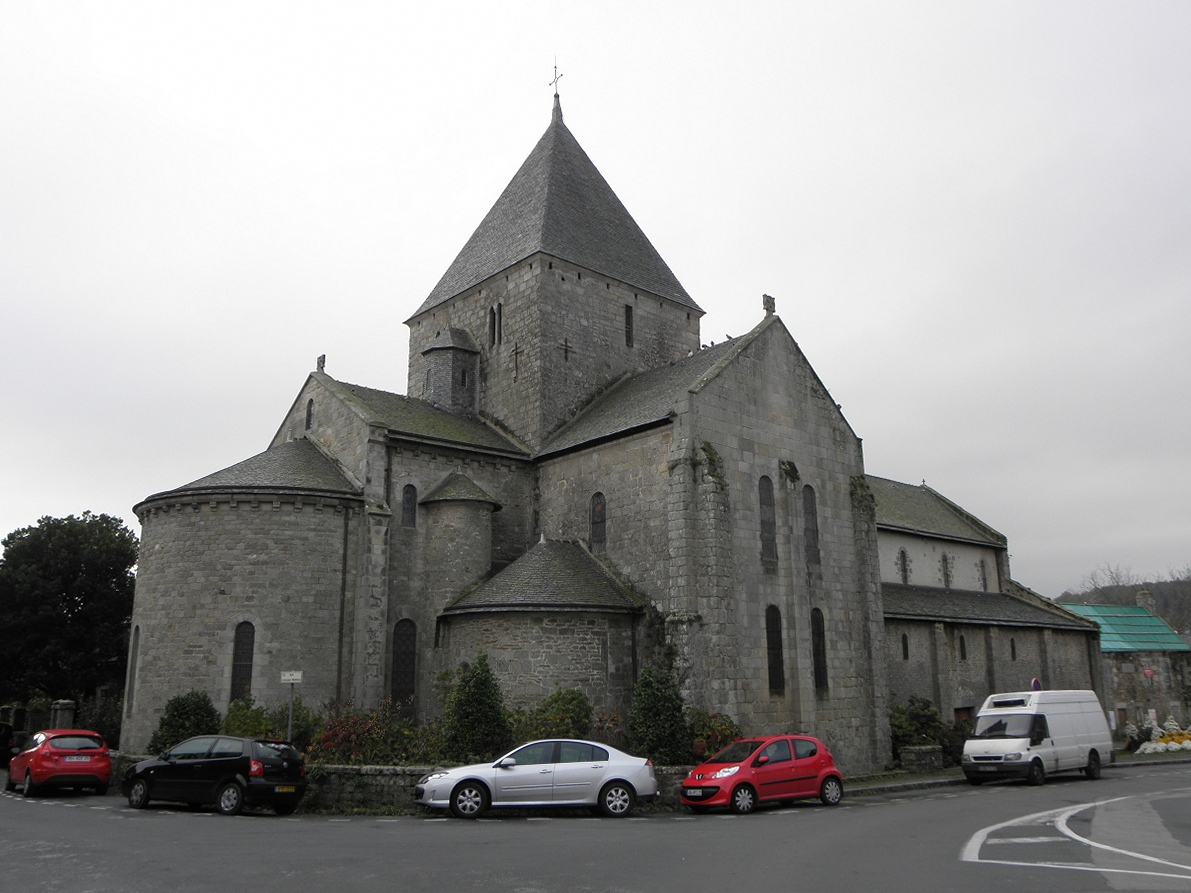
Église de Locmaria (Quimper)

En 1124, Robert confie le monastère de Locmaria, à Quimper, à l'abbesse de Saint-Sulpice-la-Forêt. Cette abbaye se constitue alors un réseau de prieurés en Bretagne et dans la vallée de la Loire. Robert entretient des liens personnels avec le fondateur de cette abbaye, Raoul de La Futaie,. Ainsi, Robert ouvre son diocèse à un courant monastique tout à fait novateur, auquel appartient aussi Robert d'Arbrissel, fondateur de l'abbaye de Fontevraud. Locmaria est le premier exemple d'abbaye double, féminine et masculine, en Bretagne. Selon André-Yves Bourgès, elle a pu servir de modèle à  Saint-Sulpice-la-Forêt et à Fontevraud.
Dans les actes concernant ces monastères, Robert agit de concert avec le duc de Bretagne Conan III et sa famille, dont sa mère Ermengarde d'Anjou. En faisant appel à des abbayes étrangères à la Cornouaille, Robert ouvre celle-ci à l'esprit de la réforme grégorienne, mais reste fidèle à la vie monastique bénédictine, sans se tourner vers l'ordre cistercien, qui sera soutenu par son successeur, Raoul.
Robert meurt en 1130. Son épiscopat est une rupture, puisqu'il succède aux évêques de père en fils de la maison de Cornouaille, qu'il est issu du monastère de Quimperlé et non de Landévennec et qu'il introduit en Cornouaille la réforme grégorienne. Mais cette rupture n'est pas totale, parce qu'il a des liens lignagers avec une branche mineure de la maison de Cornouaille.